# Елеонора Бельгійська
Принцеса Елеонора (Елеонора Фабіола Вікторія Анна Марія фр. Eléonore Fabiola Victoria Anne Marie) (нар. 16 квітня 2008, Андерлехт (Бельгія) — бельгійська принцеса, дочка короля Філіпа I.

## Біографічні відомості
Вона — дванадцята та наймолодша онука короля Альберта II та королеви Паоли. Принцеса народилася 16 квітня 2008 року о 4:50 у шпиталі Еразма лікарні Брюссельського вільно університету Андерлехті.
Була хрещена 14 червня 2008 року в каплиці замку Чіерньон в бельгійських Арденах кардиналом Годфрідом Даннелсом архієпископом архідієцезії Мехелен-Брюссель. Її хрещеними батьками були шведська коронна принцеса Вікторія Вікторія, принцеса Клер Бельгійська та граф Себастьєн фон Вестфален цу Фюрстенберг. Принцеса Елеонора відвідує початкову школу голландської мови в Брюсселі, але вивчає також французьку та англійську, вона живе з батьками, сестрою Елізабет та двома братами Габріелем та Еммануелем у Королівському палаці Лакен.
Принцеса Елеонор грає на скрипці і з задоволенням читає. Вона творча особистість і любить малювати. Вона також любить займатися такими видами спорту: їздити на велосипеді, плавати, кататися на лижах та на вітрильнику.
2 вересня 2019 р. принцеса вдягнула до школи українську вишиванку.
Принцеса займає четверте місце в спадкуванні трону Бельгії слідом за своїми старшими сестрою та братами: Єлизаветою, Габріелем і Еммануелем.
Батько Елеонори походить із Саксен-Кобург-Готської династії, яка пов'язала з такими європейськими домами, як Орлеанський, Віттельсбаха, шведськими Бернадотів, австрійськими Габсбургами. Її мати Матильда є дочкою графа Патріка Анрі д'Удекем д'Акоз і польської дворянки графині Анни Коморовської. Через свою бабусю Анну принцеса пов'язана спорідненістю з відомими родинами, такими як литовські Радзивіли, литовсько-руські (українські) Чорторийські і Тишкевича, польські Замойські, Тишкевичі.